# Patricia Tórtola García
Patricia Tórtola García (Torrent, Horta Oest, 24 de juliol de 1995) és una àrbitra de futbol valenciana, que va pertànyer a la Primera Divisió Femenina d'Espanya. Pertany al Comitè d'Àrbitres de la Comunitat Valenciana.

## Trajectòria
Va ascendir a la màxima categoria del futbol femení espanyol l'any 2017, quan aquesta va ser creada perquè la Primera Divisió Femenina d'Espanya fos dirigida únicament per àrbitres femenines. La seva categoria en el futbol masculí correspon a la Primera Regional Valenciana  Va causar baixa de la màxima categoria femenina a petició pròpia el 2018.

## Temporades
| Categoria       | País    | Any       |
| --------------- | ------- | --------- |
| Primera Divisió | Espanya | 2017-2018 |